# Iraqw
Os iraqw são um grupo étnico com cerca de meio milhão de membros que vivem na região de Arusha, na Tanzânia. Eles vivem no planalto entre o Lago Manyara e o Lago Eyasi. O centro administrativo e econômico de sua área é a cidade de Mbulu, após a qual os iraqw chamam mbulu ou ser chamado de wambulu. A língua deles, iraqw, é uma língua cuxítica do sul.

## Distribuição
Em 2001, a população iraqw foi estimada em cerca de 462.000 indivíduos.  As estimativas atuais sugerem que a população do povo iraqw é de cerca de 1.000.000.